# Sande (ehemalige Kommune)
Sande ist eine ehemalige Kommune in der norwegischen Provinz Vestfold. Sie ging zum 1. Januar 2020 in Holmestrand auf. Zuletzt hatte sie 9904 Einwohner auf einer Fläche von 178,34 km². Ihr Verwaltungssitz war die gleichnamige Ortschaft Sande.

## Geografie

Lage der Kommune in Vestfold

Die Kommune lag an der Sandebukta, einer Bucht an der Westseite des Oslofjords, und dem sich im Norden daran anschließenden Tal Sandedalen. An das Tal grenzen an beiden Seiten bewaldete hügelige Gebiete. Die höchste Erhebung der Kommune war der Presteslettåsen mit einer Höhe von 563 moh.
Die Kommune grenzte im Norden an Drammen, im Osten an Svelvik, im Süden an Holmestrand und im Westen an Hof.

## Einwohner
Der Großteil er Einwohner lebte an der Sandebukta und im Sandedalen. Im Jahr 2019 lagen vier Tettsteder, also städtische Ansiedlungen, vollständig innerhalb der Kommune. Diese waren Selvik mit 3041, Sande mit 2287, Klevjer mit 426 und Ekeberg mit 414 Einwohnern. Zudem wurden vier der insgesamt 1105 Einwohner von Berger und 528 der insgesamt 107.930 Einwohner der Stadt Drammen zu Sande gerechnet.

## Wirtschaft und Verkehr
Die Landwirtschaft spielte für die lokale Wirtschaft eine größere Rolle. Von Bedeutung war dabei unter anderem der Anbau von Getreide, Gemüse und Obst. Im Bereich der Industrie war die Plastik- sowie die mechanische Industrie am wichtigsten.
Durch das Gebiet der früheren Kommune führt die Europastraße 18 (E18). Sie stellte unter anderem die Verbindung zur Stadt Drammen, dem Großraum Oslo und Tønsberg her. Mit dem Haltepunkt in der Ortschaft Sande hatte die Kommune zudem ihren eigenen Haltepunkt an der Vestfoldbanen.

## Geschichte

Wappen von Sande

In Sande wurden zahlreiche Funde aus der Vorzeit gemacht, unter anderem aus der Steinzeit. Unter anderem wurden Hügelgräber in Sande gefunden. Die Kirche in Sande wurde im 12. Jahrhundert erbaut. Nachdem sie 1783 abgebrannt war, wurde sie neu errichtet.
Im Zuge der Kommunalreform in Norwegen wurde Sande zum 1. Januar 2020 in Holmestrand eingemeindet.